# Nuova galleria d'arte di Walsall
La Nuova Galleria d'Arte di Walsall (in inglese The New Art Gallery Walsall) è una galleria d'arte moderna e contemporanea di Walsall, Inghilterra. È stata costruita con £ 21 000 000 di finanziamenti pubblici, tra cui £ 15 750 000 dalla National Lottery del Regno Unito e il denaro aggiuntivo dal Fondo europeo di sviluppo regionale e dalla società City Challenge.
La Galleria è finanziata dal Consiglio di Walsall e dalla Arts Council England; questo finanziamento è stato ulteriormente integrato da una propria generazione di reddito. Il suo primo direttore è stato Peter Jenkinson. Nel maggio 2005, è stato nominato direttore l'ex direttore del BALTIC Stephen Snoddy. La Galleria utilizza da maggio 2013 il sistema QRpedia per le sue opere d'arte.